# Biblioteca pubblica di Toronto
La Biblioteca pubblica di Toronto (in inglese: Toronto Public Library, abbr. "TPL"; in francese: Bibliothèque publique de Toronto) è un ente pubblico che gestisce un complesso di biblioteche municipali della città canadese di Toronto. È il più grande sistema bibliotecario del paese, e nel 2008 ha registrato una circolazione pro capite in media superiore a qualsiasi altro sistema di biblioteche pubbliche a livello internazionale, rendendola la più grande istituzione bibliotecaria di quartiere al mondo. Nel solo territorio nordamericano, ha avuto anche la più alta circolazione di visitatori rispetto ad altri grandi sistemi urbani. Nata come la biblioteca del Mechanics' Institute nel 1830, la Toronto Public Library è ora composta da 100 filiali e ha oltre 12 milioni di articoli nella sua collezione.

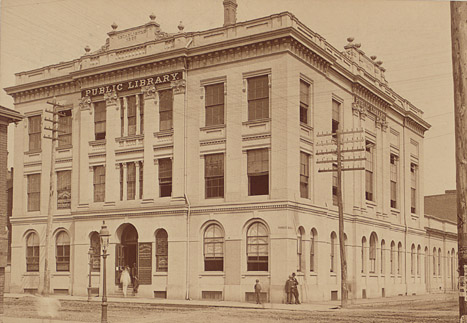
Il Toronto Mechanics' Institute nel 1884. Nel 1830 fu fondata una biblioteca presso l'Istituto, la cui collezione fu successivamente assorbita dalla Toronto Public Library nel 1884.

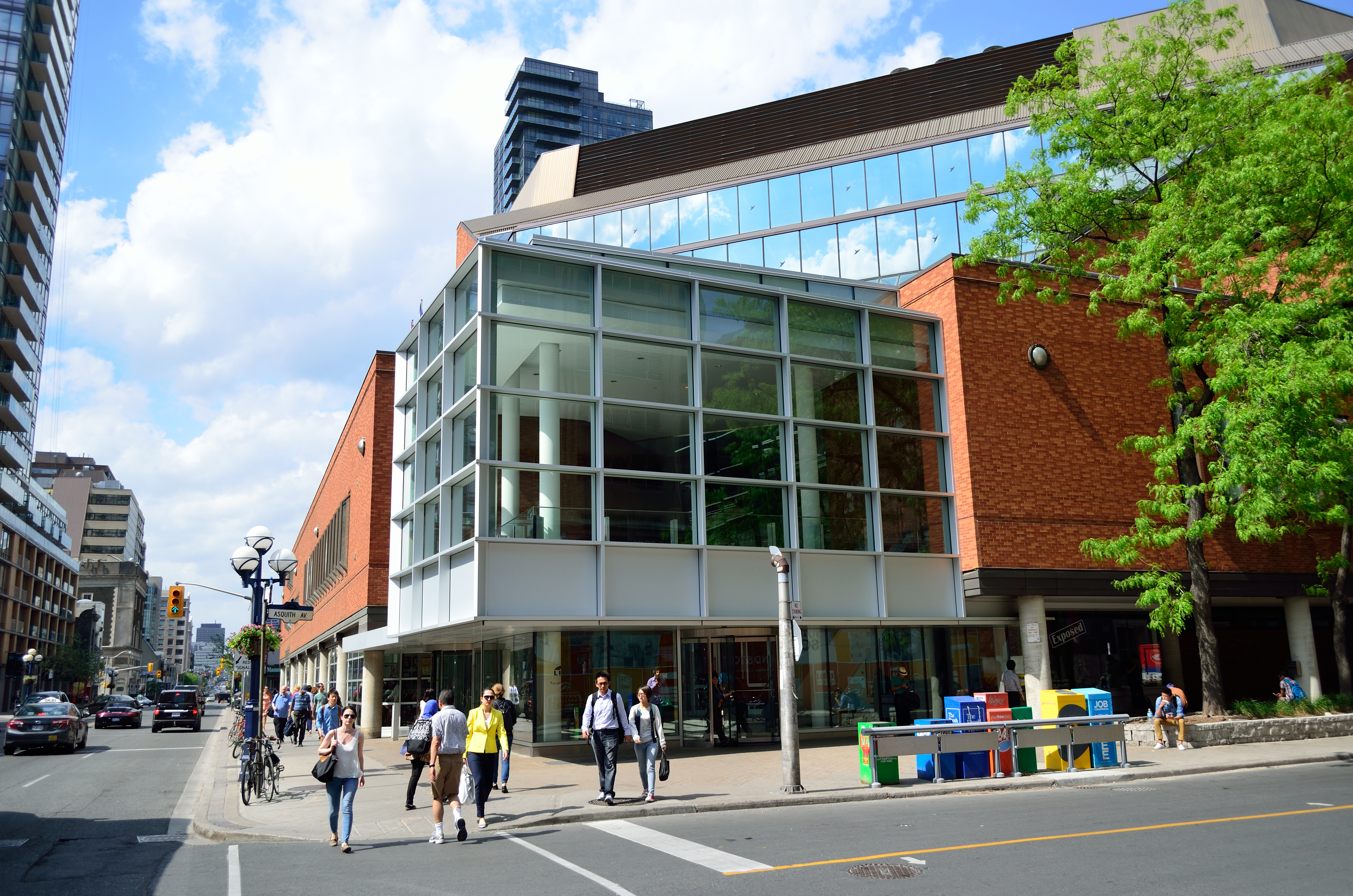
La Toronto Reference Library è stata assimilata insieme agli altri consigli delle biblioteche di Toronto, in seguito all'accorpamento della metropoli canadese col suo territorio conurbato regionale-metropolitano (Metropolitan Toronto), nel 1998.

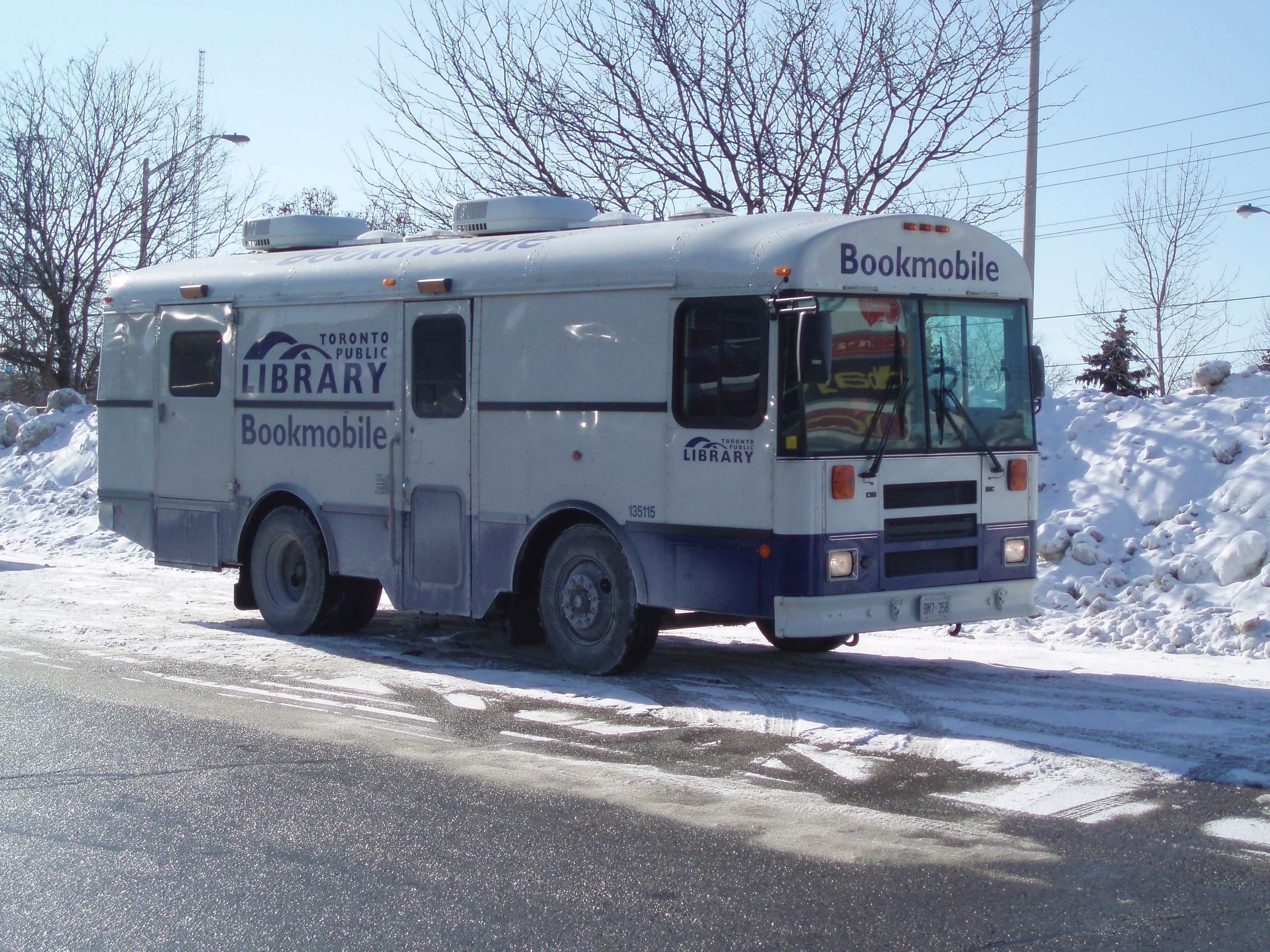
La Biblioteca pubblica di Toronto gestisce due bibliobus.